# Bezouce
Bezouce é uma comuna francesa na região administrativa de Occitânia, no departamento de Gard. Estende-se por uma área de 12,29 km². Em 2010 a comuna tinha 2 324 habitantes (densidade: 189,1 hab./km²).